# Domingos dos Santos Caeiro

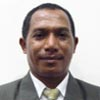
Domingos dos Santos Caeiro

Domingos dos Santos Caeiro ist ein Politiker aus Osttimor. Er ist Mitglied der Partido Democrático (PD).
Vom 8. August 2007 bis zum 8. August 2012 war er Staatssekretär für Arbeiten der Öffentlichen Hand unter Premierminister Xanana Gusmão. Im Oktober 2015 wurde Caeiro vom Distriktsgericht in Suai zu zwölf Jahren Gefängnis verurteilt. Vorgeworfen wurden ihm Amtsmissbrauch, Misswirtschaft, Urkundenfälschung und die wirtschaftliche Vorteilnahme.